# Phreatoasellus yoshinoensis
Phreatoasellus yoshinoensis är en kräftdjursart som först beskrevs av Matsumoto 1960.  Phreatoasellus yoshinoensis ingår i släktet Phreatoasellus och familjen sötvattensgråsuggor. Inga underarter finns listade i Catalogue of Life.